# Shennongjia
La riserva naturale di Shennongjia è una riserva della biosfera situata nel Distretto forestale di Shennongjia nella provincia di Hubei in Cina. È stata riconosciuta come riserva della biosfera nel 1992.
Si trova vicino al centro urbano della città di Muyu (木鱼镇), chiamata anche Muyuping (木鱼坪), che è la porta principale della riserva naturale.

## Descrizione
Shennongjia è una riserva naturale che contiene ancora alcune delle ultime foreste primordiali della Cina centrale e l'habitat di alcune specie animali uniche che sono presenti solo in questa regione. È anche il nome di uno speciale distretto forestale a livello di distretto nella provincia cinese di Hubei. È l'unico "distretto forestale" in Cina e nel 1970 questo status unico è stato riconosciuto dal Consiglio di Stato cinese.
Il rinopiteco dorato, il leopardo nebuloso e l'orso tibetano sono specie rare o in via di estinzione nella riserva della biosfera. La riserva naturale è uno dei pochi habitat conosciuti della salamandra gigante cinese in via di estinzione.
L'area è stata riconosciuta come riserva della biosfera dall'UNESCO nel 1992, era già un geoparco dell'UNESCO ed è stata riconosciuta come Patrimonio dell'umanità e aggiunta alla lista del Patrimonio mondiale durante la 40ª sessione della Commissione del Patrimonio Mondiale a Istanbul nel luglio 2016. Il nucleo dell'area protetta copre un'area di 73.318 ettari con una zona cuscinetto aggiuntiva di 41.536 ettari.

## Galleria d'immagini

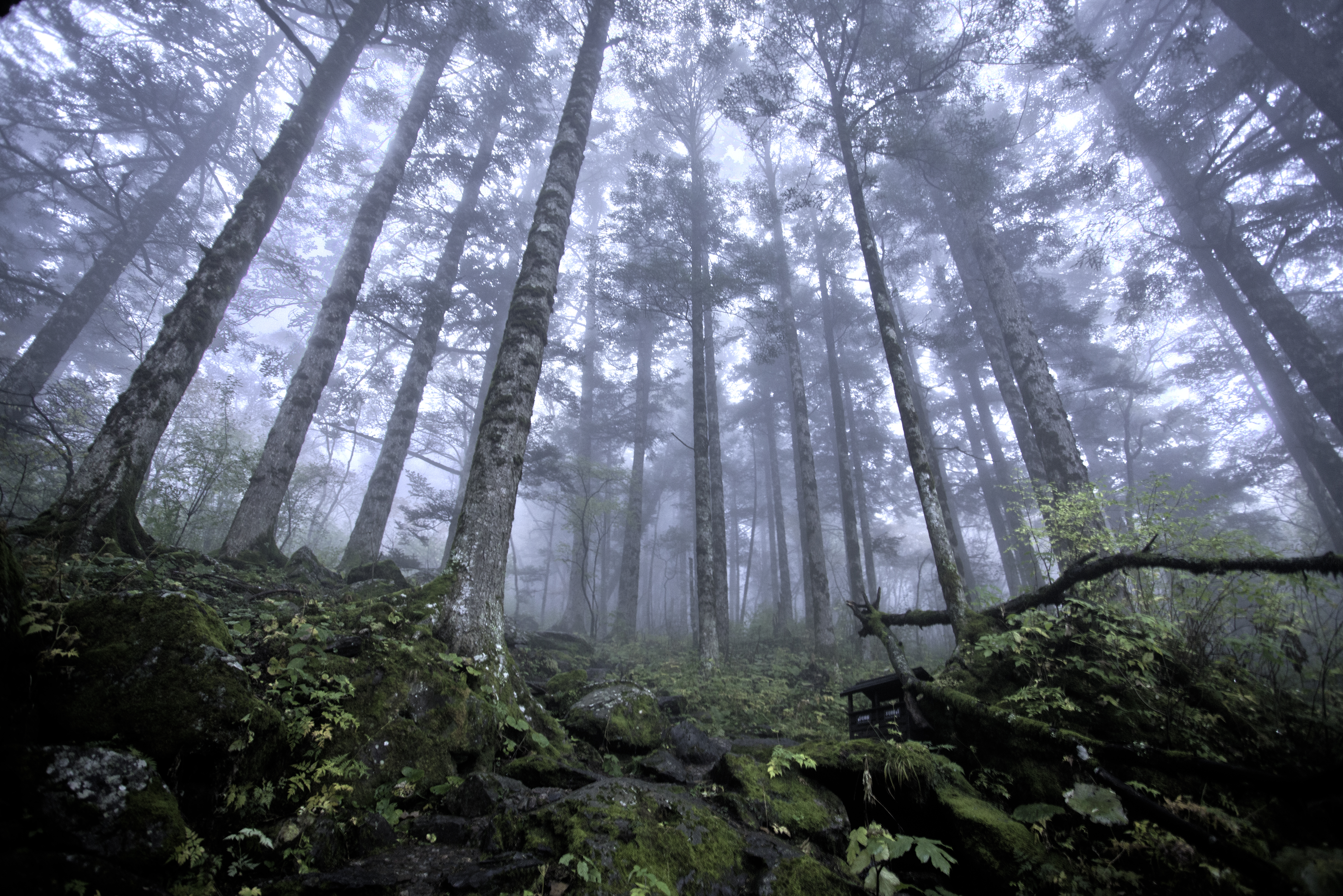
Foresta vergine
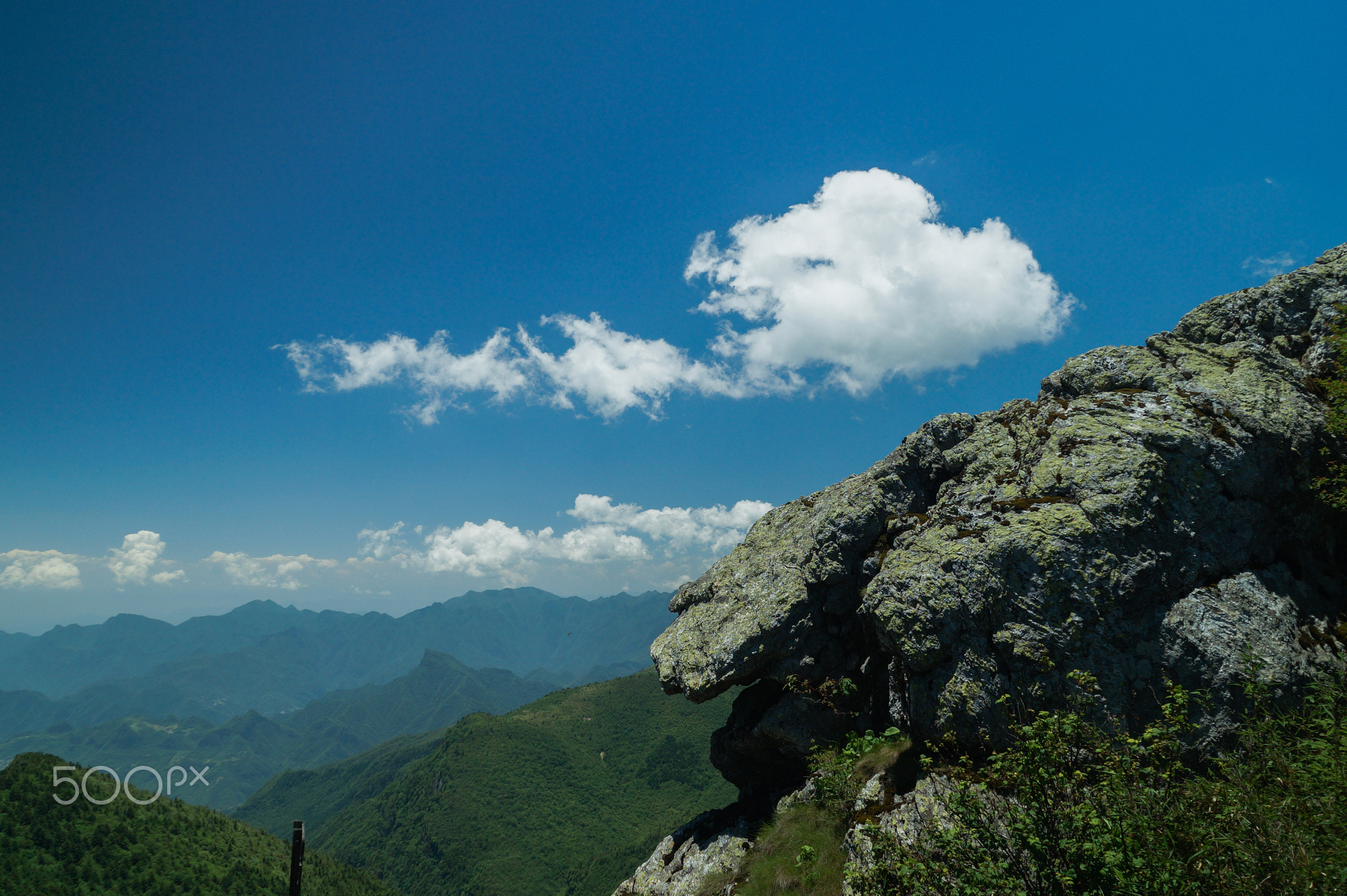
Scenario naturale
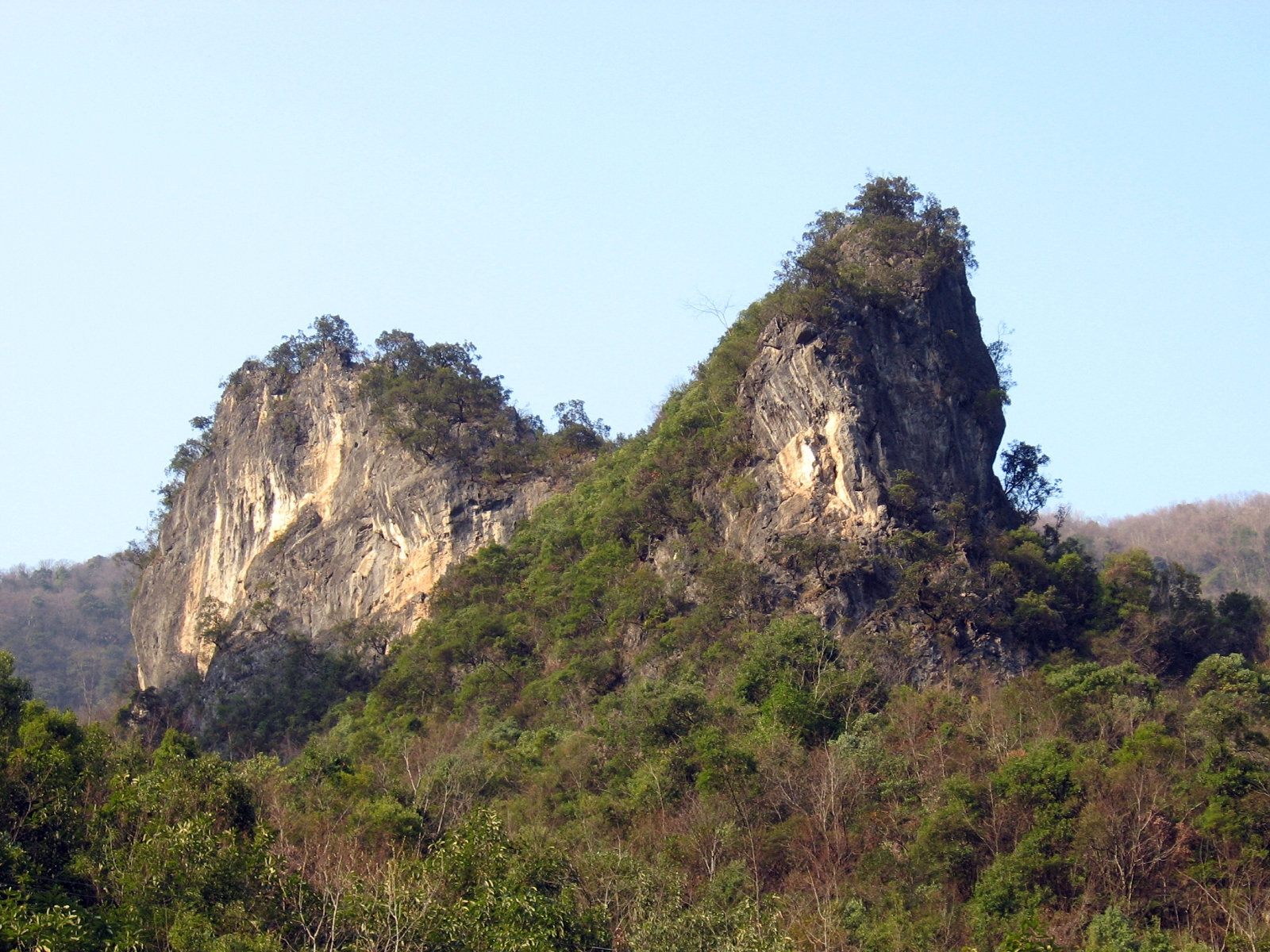
Shennongjia
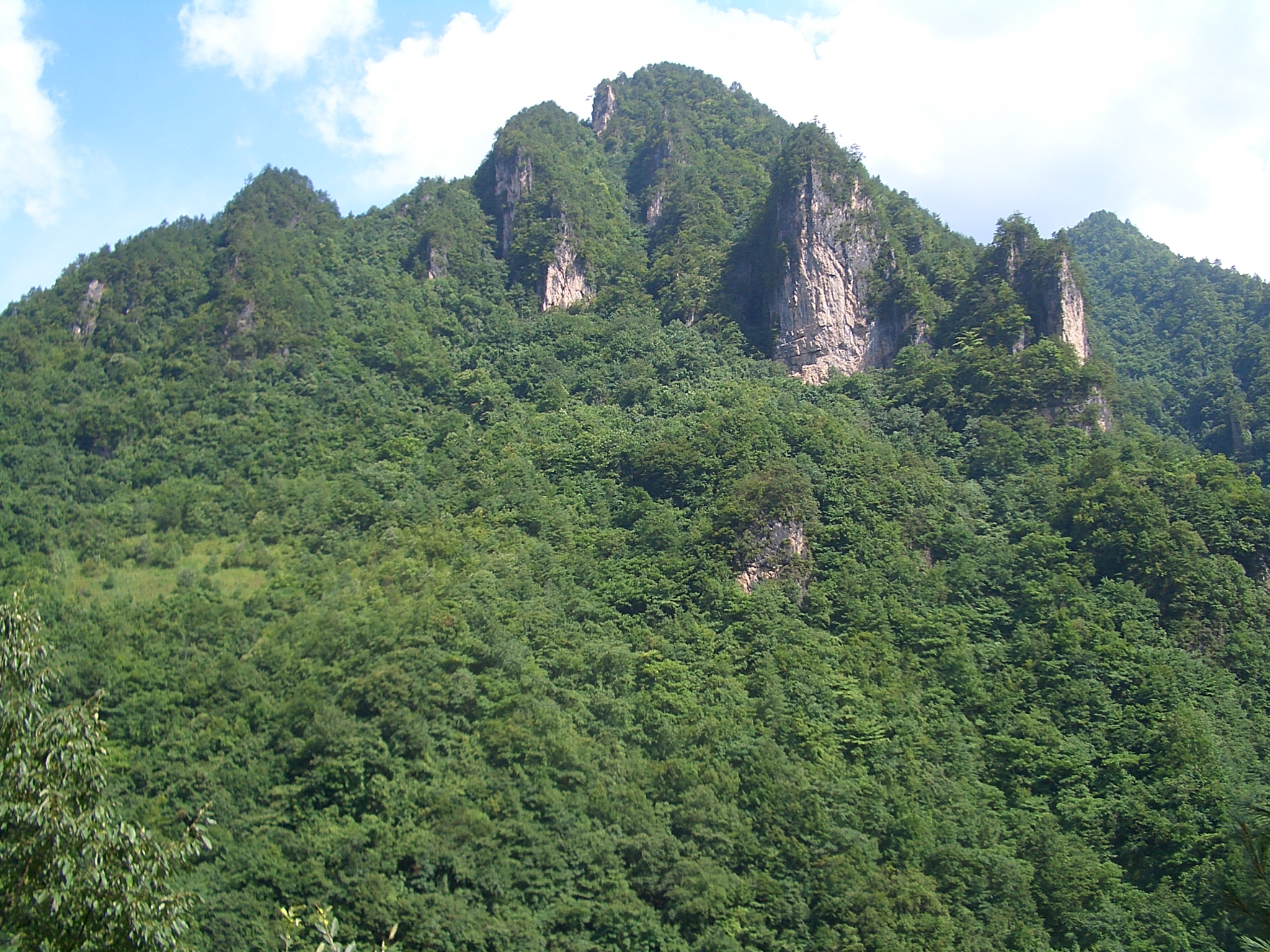
Montagna nella Shennongjia
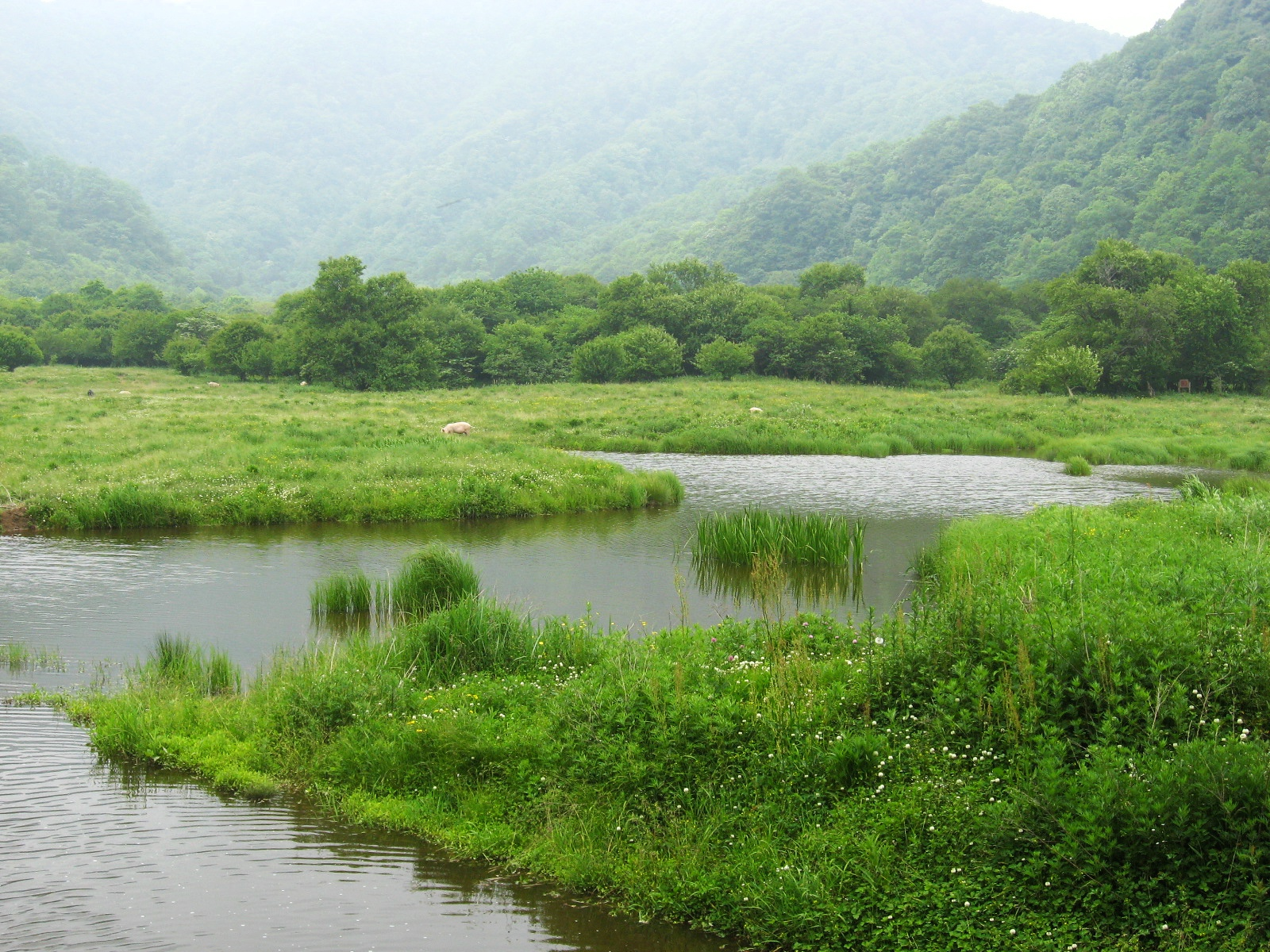
Zona verde
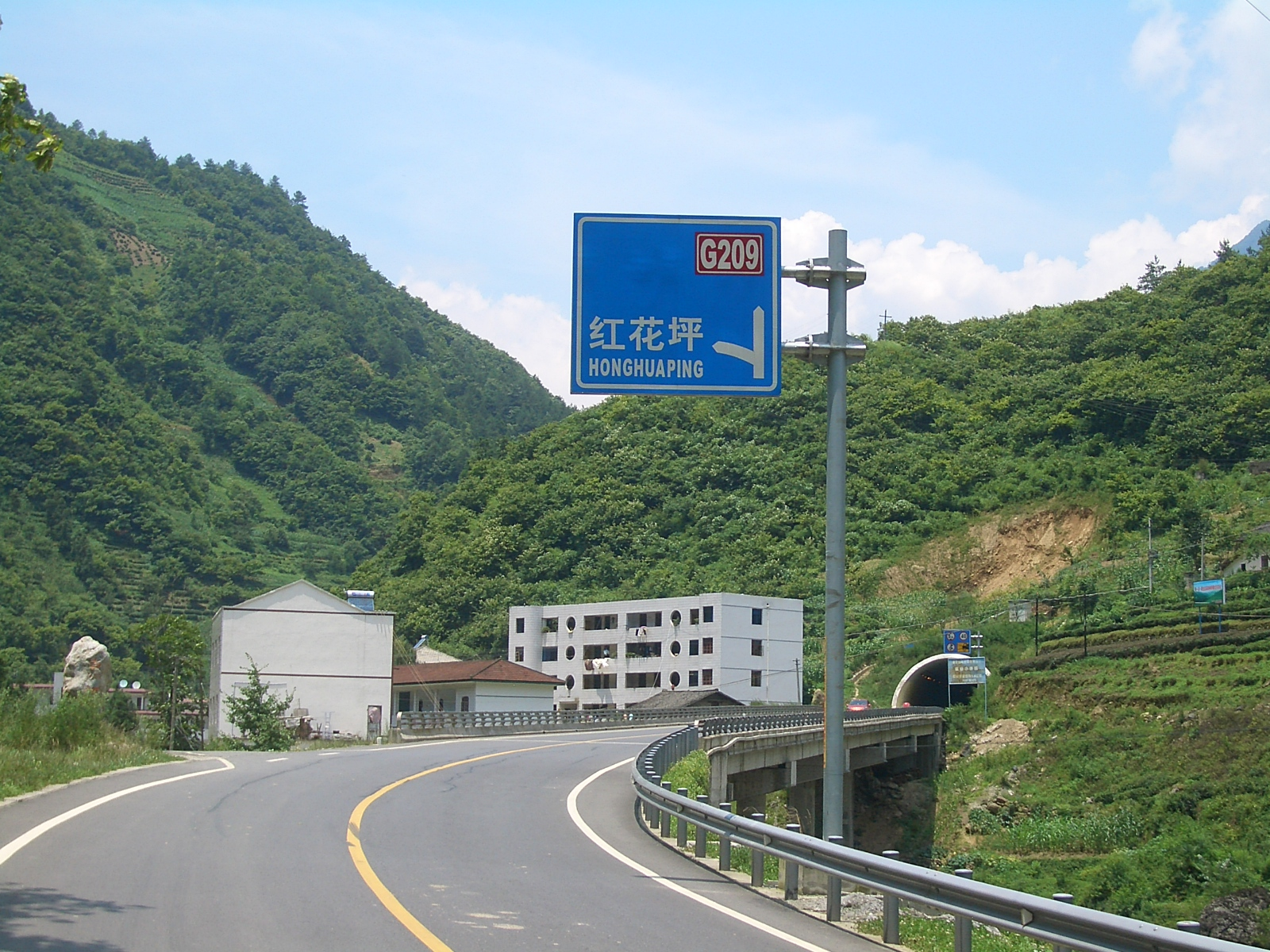
Strada di collegamento